# Centre droit
 (juillet 2008).
Si vous disposez d'ouvrages ou d'articles de référence ou si vous connaissez des sites web de qualité traitant du thème abordé ici, merci de compléter l'article en donnant les références utiles à sa vérifiabilité et en les liant à la section « Notes et références ».
Le centre droit est un positionnement politique entre le centre et la droite.

## Positions
Le centre droit (tout comme le centre gauche) fait référence, dès les années 1950, à des politiques modérés.
Les autres éléments fondamentaux sont : économie de marché et intégration européenne (Union européenne, pour les pays d'Europe), partagés avec la droite libérale, et décentralisation (en France particulièrement, face aux partis centralistes), mais aussi (plutôt de centre gauche) le rôle social de l'État dans l'organisation des services publics et de solidarités.

## Histoire

### En France
En France, La Droite Libérale ou Orléaniste Liberale ou Girondin incarne une droite modérée française. 
Le fondement de ses valeurs se situe dans le christianisme ou l'humanisme laïque. Idéologiquement, il est plutôt fédéraliste au niveau européen[réf. nécessaire] (sauf pour les gaullistes sociaux, mais ceux-ci ont beaucoup évolué sur ce sujet, la plupart ayant appelé à voter « oui » lors du référendum sur la Constitution européenne de 2005) et se réclame d'un social-libéralisme, c'est-à-dire qu'il défend l'économie de marché, la propriété privée et des valeurs axées sur les libertés individuelles, sans toutefois nier l'utilité d'un État-régulateur, mais limité.
En France en 2018, alors qu'Alain Juppé est près de quitter la vie politique, les termes « droite modérée » ou « droite libérale et humaniste » sont situés par ses soutiens au centre droit.

### En Europe
En Europe occidentale, le centre droit regroupe des mouvements libéraux, démocrates-chrétiens, gaullistes sociaux et certains radicaux ou écologistes.
Regroupés au sein du Parti populaire européen (PPE), il représente le groupe le plus influent au sein de l'Union européenne. Cependant celui-ci, pour rester dominant, s'est ouvert à des partis nationaux qui ne partagent pas l'orientation fédéraliste initiale pour l'Union européenne.
L’appellation centre droit diffère cependant légèrement dans certains pays comme ceux de langue anglaise où elle désigne plutôt un parti de droite classique. Ainsi, aux États-Unis, le Parti républicain est considéré comme un parti de droite.

## Partis actuels de centre droit

### En France
- Ensemble (ENS), en partie
  - Renaissance (RE), en partie
    - Agir

  - Horizons (HOR)
  - Parti Radical (PR), en partie
  - Union des démocrates et indépendants (UDI)
    - Force européenne démocrate (FED)
    - Canal écologiste républicain (CER)
    - Convention démocrate – Fédération des Clubs Perspectives et Réalités (CD)
- La France audacieuse (LFA)
- Résistons (RES)
- Les Centristes (LC)
- Territoires en mouvement (TEM)
- Nous Citoyens (NC)

### En Europe
- Europe : Parti populaire européen (PPE), Renew Europe
- Allemagne : Union chrétienne-démocrate d'Allemagne (CDU), Union chrétienne-sociale en Bavière (CSU), Parti libéral-démocrate (FDP)
- Autriche: Parti populaire autrichien
- Belgique : Christen-Democratisch en Vlaams (CD&V), Les Engagés (LE), Open Vlaamse Liberalen en Democraten (Open VLD)
- Danemark: Venstre, Alliance libérale
- Espagne : Parti populaire (PP), Parti démocrate européen catalan (PDECAT)
- Grèce: Nouvelle Démocratie (ND)
- Irlande : Fianna Fáil
- Italie : Forza Italia, Alternative populaire
- Pologne : Plate-forme civique (PO)
- Portugal : Parti social-démocrate (PSD)
- Roumanie : Parti national libéral, Parti national paysan chrétien-démocrate, Parti conservateur
- Royaume-Uni: Parti conservateur, Parti unioniste d'Ulster
- Russie : Russie unie
- Suède: Les Modérés
- Suisse : Le Centre

### Dans le reste du monde
- Australie : Parti libéral australien
- Québec : l'Action démocratique du Québec (ADQ) aujourd'hui fusionné avec la Coalition avenir Québec (CAQ) et Parti libéral du Québec
- Côte d'Ivoire : Rassemblement des Houphouëtistes pour la Démocratie et la Paix
- Israël : Koulanou
- Maroc : Rassemblement national des indépendants[5]
- Turquie : Le Bon Parti